# Jantetelco
Jantetelco es una localidad que representa la cabecera del municipio de Jantetelco, en el estado mexicano de Morelos.

## Educación
A nivel preescolar existen 7 jardines de niños en todo el municipio con 223 niñas y 229 niños los cuales hacen un total de 452 asistentes. Su cobertura total es de 90%. 
Existen 12 escuelas primarias registradas en el municipio con una cobertura total del 75% y un total de 2,122 alumnos de los cuales 1,120 son hombres y 1,002 son mujeres. 
41 maestros en 26 grupos imparten la educación a nivel secundaria con 4 escuelas en las que se reportan 866 estudiantes de los cuales 440 son hombres y 426 mujeres. También se registran 2 escuelas Telesecundarias y su cobertura total para ambas es del 80%. 
Jantetelco ya cuenta con una escuela a nivel Bachillerato.

## Salud
Existen cuatro Clínicas de la Secretaría de Salud y una del IMSS en todo el municipio con una cobertura total del 70%. 
El número de consultas generales que brindan en conjunto los 9 médicos y 9 enfermeras registrados en Jantetelco es de 23,081, rubro está cubierto en un 60%. En cuanto a la planificación familiar se reportaron 1,174 consultas.

## Turismo

### Monumentos históricos
Arquitectónicos
El antiguo convento de San Pedro Apóstol, construido en el siglo XVI por los dominicos; iglesia de San Mateo; los templos de San Francisco, del Apóstol Santiago Mayor y de Santa Clara; y la antigua hacienda de Tenango, y Montefalco
Históricos
El dormitorio del cura Mariano Matamoros ahora aloja al museo Histórico y a Mariano Matamoros.
Arqueológicos
Zona arqueológica de Chalcatzingo.
Naturaleza
Cerro El Chumil

## Principales localidades
Chalcatzingo
Tiene una población de 2 199 habitantes y significa “El pequeño Chalco”. Su clima es cálido, y se ubica a 1 160 m. sobre el nivel del mar. 
Amayuca
Era paso del camino real a Acapulco 1582 (Amatzongo), fue creciendo hasta convertirse en un pueblo enclavado en la superficie de la hacienda de Santa Clara Montefalco de don Pedro Segura Urrazola Garay (1635). Cuenta con cuatro Iglesia: Santiago Apóstol, Señor del Pueblo, San Francisco de Asís y los Reyes, construcciones de los siglos XVII y XVIII. 
La actual actividad económica que sostiene a este poblado es la alfarería, es el pueblo más céntrico del municipio de Jantetelco.